# Hockey su ghiaccio ai XXI Giochi olimpici invernali - Qualificazioni al torneo femminile
Al torneo femminile di hockey su ghiaccio sono qualificate di diritto le prime nove squadre del ranking IIHF, tra cui la nazionale canadese padrona di casa: Canada, Stati Uniti, Svizzera, Russia, Svezia, Finlandia.
Le altre due, Slovacchia e Cina, sono uscite dai tornei di qualificazione.
Le partite dei gironi di qualificazione si sono svolte dal 2 settembre all'9 novembre 2008 in diverse località, tra cui: Liepāja in Lettonia, Maribor in Slovenia, Bad Tölz in Germania e a Shanghai in Cina.

## Qualificazioni

### Prequalificazioni
Le squadre vincitrici dei due gironi si sono qualificate per le qualificazioni olimpiche.

#### Gruppo A
Il torneo si è svolto a Liepāja, Lettonia, dal 2 all'7 settembre 2008.
|    |            |       |    |   |     |     |   |     |     |
|    | Teams      | Punti | PG | V | VOT | POT | P | GF  | GS  |
| 1. | Slovacchia | 12    | 4  | 4 | 0   | 0   | 0 | 105 | 2   |
| 2. | Lettonia   | 9     | 4  | 3 | 0   | 0   | 1 | 53  | 3   |
| 3. | Italia     | 6     | 4  | 2 | 0   | 0   | 2 | 51  | 8   |
| 4. | Croazia    | 3     | 4  | 1 | 0   | 0   | 3 | 31  | 36  |
| 5. | Bulgaria   | 0     | 4  | 0 | 0   | 0   | 4 | 1   | 192 |

Legenda: PG = partite giocate; V = vittorie conseguite nei tempi regolamentari; VOT= vittorie conseguite ai tempi supplementari o ai rigori; POT = sconfitte subite ai tempi supplementari o ai rigori; P = sconfitte subite nei tempi regolamentari; GF = reti segnate; GS = reti subite

#### Gruppo B
Il torneo si è svolto a Maribor, Slovenia, dal 3 all'5 settembre 2008.
|    |             |       |    |   |     |     |   |    |    |
|    | Teams       | Punti | PG | V | VOT | POT | P | GF | GS |
| 1. | Norvegia    | 9     | 3  | 3 | 0   | 0   | 0 | 19 | 2  |
| 2. | Regno Unito | 5     | 3  | 1 | 1   | 0   | 1 | 10 | 7  |
| 3. | Austria     | 4     | 3  | 1 | 0   | 1   | 1 | 10 | 5  |
| 4. | Slovenia    | 0     | 3  | 0 | 0   | 0   | 3 | 2  | 27 |

Legenda: PG = partite giocate; V = vittorie conseguite nei tempi regolamentari; VOT= vittorie conseguite ai tempi supplementari o ai rigori; POT = sconfitte subite ai tempi supplementari o ai rigori; P = sconfitte subite nei tempi regolamentari; GF = reti segnate; GS = reti subite

### Qualificazioni olimpiche
Le squadre vincitrici dei due gironi si sono qualificate per il torneo olimpico.

#### Gruppo C
Il torneo si è svolto a Bad Tölz, Germania, dal 6 all'9 novembre 2008.
|    |            |       |    |   |     |     |   |    |    |
|    | Teams      | Punti | PG | V | VOT | POT | P | GF | GS |
| 1. | Slovacchia | 9     | 3  | 3 | 0   | 0   | 0 | 6  | 1  |
| 2. | Kazakistan | 6     | 3  | 2 | 0   | 0   | 1 | 9  | 3  |
| 3. | Germania   | 3     | 3  | 1 | 0   | 0   | 2 | 8  | 7  |
| 4. | Francia    | 0     | 3  | 0 | 0   | 0   | 3 | 4  | 16 |

Legenda: PG = partite giocate; V = vittorie conseguite nei tempi regolamentari; VOT= vittorie conseguite ai tempi supplementari o ai rigori; POT = sconfitte subite ai tempi supplementari o ai rigori; P = sconfitte subite nei tempi regolamentari; GF = reti segnate; GS = reti subite

#### Gruppo D
Il torneo si è svolto a Shanghai, Cina, dal 6 all'9 novembre 2008.
|    |           |       |    |   |     |     |   |    |    |
|    | Teams     | Punti | PG | V | VOT | POT | P | GF | GS |
| 1. | Cina      | 9     | 3  | 3 | 0   | 0   | 0 | 11 | 3  |
| 2. | Giappone  | 6     | 3  | 2 | 0   | 0   | 1 | 6  | 5  |
| 3. | Norvegia  | 2     | 3  | 0 | 1   | 0   | 2 | 3  | 9  |
| 4. | Rep. Ceca | 1     | 3  | 0 | 0   | 1   | 2 | 6  | 9  |

Legenda: PG = partite giocate; V = vittorie conseguite nei tempi regolamentari; VOT= vittorie conseguite ai tempi supplementari o ai rigori; POT = sconfitte subite ai tempi supplementari o ai rigori; P = sconfitte subite nei tempi regolamentari; GF = reti segnate; GS = reti subite

## Squadre qualificate
- Canada -  Svezia -  Svizzera -  Stati Uniti -  Finlandia -  Russia (Per via ranking IIHF)
- Slovacchia -  Cina (Per via qualificazioni)